# Mazoyer
Mazoyer is een historisch Frans merk van motorfietsen.
René Mazoyer had rond 1949 een eigen motorcrossteam met de naam Flèche d’Argent (zilveren pijl). Hij en zijn rijders Blot, Bonin, Dauge, Deshaies en Poitte bouwden hun eigen crossmotoren met Matchless frames en blokken van Rudge, Puch en Triumph.
Mazoyer bouwde zijn eerste crosser op basis van een BSA en noemde die eveneens Flèche d’Argent. In de lente van 1953 bouwde hij op basis van deze machine een wegmodel dat hij echter niet zelf wilde produceren. Hij vond geen andere fabrikant bereid dat wel te doen en het bleef bij een prototype.